# Isleta del Sur
Isleta del Sur (Ysleta del Sur, Tigua), pleme i pueblo Tiwa Indijanaca s istočne obale Rio Grande u blizini El Pasa u Teksasu. Pueblo su utemeljili Tiwa Indijanci 1681 ili 1682. godine, zarobljenici iz puebla Isleta u Novom Meksiku, nakon pueblo ustanka koji se zbio 1680. Isleta del Sur danas su jedina Pueblo grupa nastanjena u Teksasu, koji ih kao posebno pleme priznaje 1968.

## Vanjske poveznice
- Ysleta del Sur Pueblo
- The Tigua Indians of Texas